# 花足杜父魚
花足杜父魚，又稱染色杜父魚、花杜父魚，為輻鰭魚綱鮋形目杜父魚亞目杜父魚科的其中一種。

## 分布
本魚分布於中國黑龙江、图们江、鸭绿江、乌苏里江、松花江等、朝鮮半島北部、俄羅斯西伯利亞地區、東歐多瑙河流域及北歐等地。一般生活于具砾粒或砂底的半山区型的小溪中。

## 特徵
本魚頭大、平扁，吻短，軀幹部橢圓，尾部側扁。口大，端位。上下頜及鋤骨具齒，腭骨則無。腮蓋膜與峽部相連。體無鱗，具皮質小刺。背鰭兩個，分離；第一背鰭硬棘7至9枚，第二背鰭軟條16至19枚；胸鰭低而寬大；腹鰭胸位，最長鰭條可達臀鰭起點；尾鰭截形。體呈橄欖綠，背部和體側有4至5個大褐色暗斑，腹鰭淡黃色。腹鰭有5至15條明顯褐色條紋，其他各鰭亦有多條褐色條紋。體長可達15公分。

## 生態
多生活於水溫較低的沙礫或卵石底的山谷河流中上游。通常不群居，以小魚蝦或其他水生昆蟲為食。體色隨環境改變，不善活動，不易被發現。

## 經濟利用
肉質鮮美，但個體小，產量不多，不具經濟價值。